# Zakaria Diallo
Zakaria Diallo (Equemauville, Francia, 13 de agosto de 1986) es un futbolista francés. Juega de defensor y se encuentra sin equipo tras abandonar el Le Havre A. C.

## Biografía
Es hijo de Yagouba y Karidatou Diallo, tiene cuatro hermanos y una hermana. Se inició en la academia del club francés Le Havre AC.

## Clubes
| Club                      | País    | Año       |
| ------------------------- | ------- | --------- |
| A. S. Trouville-Deauville | Francia | 2009      |
| Le Havre A. C. "II"       | Francia | 2009      |
| A. S. Beauvais Oise       | Francia | 2009-2010 |
| R. S. C. Charleroi        | Bélgica | 2010-2011 |
| Dijon F. C. O.            | Francia | 2011-2015 |
| A. C. Ajaccio             | Francia | 2015-2016 |
| Stade Brestois            | Francia | 2016-2018 |
| Montreal Impact           | Canadá  | 2018-2019 |
| R. C. Lens                | Francia | 2019-2021 |
| Al Shabab S. C.           | Kuwait  | 2021-2022 |
| NorthEast United          | India   | 2022      |
| Le Havre A. C.            | Francia | 2022      |